# RUS Binche
RUS Binche is een Belgische voetbalclub uit Binche. De club is aangesloten bij de KBVB met stamnummer 3835. De club in haar huidige vorm ontstond in 2019 uit de fusie van twee clubs in de gemeente.

## Geschiedenis
In 1942 werd Sporting Club Leval opgericht in Leval-Trahegnies. De club sloot zich aan bij de Belgische Voetbalbond en ging er van start in de laagste provinciale reeksen. Leval had rood en blauw als clubkleuren.
RSC Leval bleef de volgende decennia in de verschillende provinciale reeksen spelen. Op het eind van de jaren 90 zakte de club van Tweede Provinciale naar Derde Provinciale en in 2000 verder naar Vierde Provinciale, het allerlaagste niveau. Leval werd daar in 2002 al kampioen en steeg terug naar Derde. De volgende jaren zou men verder opklimmen, eerst weer naar Tweede en ten slotte in 2008 naar het hoogste provinciale niveau.
In 2012 ging RSC Leval samen met andere clubs uit de gemeente, om een grote club in Binche te vormen. Naast Leval waren in de fusie nog twee andere clubs betrokken, RFC Ressaix en JS de Bray. RFC Ressaix was een oude club, aangesloten bij de KBVB met stamnummer 528. Ressaix was een voormalige eersteprovincialer die het voorbije decennia was weggezakt van Eerste naar Vierde Provinciale, en op het moment van de fusie al een jaar was teruggekeerd in Derde Provinciale. JS de Bray was een jongere club, in 2003 aangesloten met stamnummer 9437, en opgeklommen tot in Tweede Provinciale. Andere clubs uit de gemeente Binche deden niet mee met de fusie, waaronder RUS Binchoise, dat in zijn bestaan ruim anderhalf decennium in de nationale reeksen had gespeeld, maar op dat moment was weggezakt in de provinciale reeksen. De fusieclub werd Royale Jeunesse Entente Binchoise genoemd en speelde verder met stamnummer 3835 van het hoogst gerangschikte Leval in Eerste Provinciale. De stamnummers van Ressaix en Bray werden geschrapt. Als fusieclub kende men al in het eerste seizoen succes. RJE Binchoise werd kampioen en promoveerde zo al voor het eerst naar de nationale reeksen, 18 jaar nadat stadsgenoot RUS Binchoise daaruit was verdwenen.
RJE Binchoise kon zich het eerst seizoen handhaven in de middenmoot in Vierde Klasse. In het tweede seizoen strandde men echter op een laatste plaats en zo zakte de club na twee seizoenen nationaal voetbal weer naar de provinciale reeksen.
Op 30 januari 2019 fuseerde RJEB met RUS Binchoise tot RUS Binche. De club bleef in Derde Klasse Amateurs spelen.

## Resultaten
| Seizoen                               | Klasse | Klasse | Klasse | Klasse | Klasse | Klasse | Reeks                                                    | Punten                                                   | Opmerkingen |
|                                       | I      | I      | II     | III    | IV     | P.I    |                                                          |                                                          | |
| ------------------------------------- | ------ | ------ | ------ | ------ | ------ | ------ | -------------------------------------------------------- | -------------------------------------------------------- | --- |
| Als Royale Jeunesse Entente Binchoise |        |        |        |        |        |        |                                                          |                                                          | |
| 2012/13                               |        |        |        |        |        | 1      | Eerste prov. Hen                                         | 61                                                       | |
| 2013/14                               |        |        |        |        | 10     |        | Vierde klasse A                                          | 38                                                       | |
| 2014/15                               |        |        |        |        | 16     |        | Vierde klasse B                                          | 22                                                       | |
| 2015/16                               |        |        |        |        |        | 5      | Eerste prov. Hen                                         | 51                                                       | |
|                                       | 1A     | 1B     | 1Am    | 2Am    | 3Am    | P.I    | Vanaf 2016-17 zijn er 3 nationale en 2 regionale niveaus | Vanaf 2016-17 zijn er 3 nationale en 2 regionale niveaus | Vanaf 2016-17 zijn er 3 nationale en 2 regionale niveaus                                                             |
| 2016/17                               |        |        |        |        |        | 1      | Eerste prov. Hen                                         | 58                                                       | |
| 2017/18                               |        |        |        |        | 6      |        | Derde klasse Am.                                         | 52                                                       | |
| 2018/19                               |        |        |        |        | 16     |        | Derde klasse Am.                                         | 20                                                       | |
| Als Royale Union Sportive Binchoise   |        |        |        |        |        |        |                                                          |                                                          | |
| 2019/20                               |        |        |        |        |        | 1      | Eerste prov. Hen                                         | 61                                                       | |
| 2020/21                               |        |        |        |        | 4      |        | Derde klasse ACFF A                                      | 7                                                        | Competitie stopgezet na speeldag 4 door COVID-19.                                                                    |
| 2021/22                               |        |        |        |        | 6      |        | Derde klasse ACFF A                                      | 42                                                       | Promotie naar Tweede klasse amateurs via eindronde door winst tegen FC Herstal, Crossing Schaerbeek en RFCB Sprimont |
| 2022/23                               |        |        |        | 6      |        |        | Tweede afdeling ACFF                                     | 42                                                       | |
| 2023/24                               |        |        |        | 5      |        |        | Tweede afdeling ACFF                                     | 54                                                       | |
| 2024/25                               |        |        | 11     |        |        |        | Eerste nationale ACFF                                    | 19                                                       | |
| 2025/26                               |        |        |        |        |        |        | Tweede afdeling ACFF                                     |                                                          | |